# Portlethen
Portlethen (in gaelico scozzese: Port Leathain) è una località sul Mare del Nord della Scozia nord-orientale, facente parte dell'area di consiglio dell'Aberdeenshire. La popolazione stimata è di circa 8.700 abitanti.

## Geografia fisica
Portlethen si trova a circa metà strada tra Aberdeen e Stonehaven. Da Aberdeen dista circa 10 km.
La località si trova a circa 1 km dall'originale villaggio di pescatori, noto ora come Portlethen Village o Old Portlethen, che si erge su una collina. Ad ovest di Portlethen si estende invece l'area naturale nota come Portlethen Moss.

## Origini del nome
Il toponimo gaelico Port Leathain significa letteralmente "porto del pendio".

## Storia
La località si sviluppò nel corso degli anni settanta grazie all'industria petrolifera.

## Società

### Evoluzione demografica
Al censimento del 2011, Portlethen contava una popolazione pari a 7.783 abitanti
La località ha conosciuto un incremento demografico rispetto al 2001, quando contava una popolazione pari a 7.150 abitanti. Il dato è in ulteriore incremento: la popolazione stimata per il 2015 è infatti di 8.710 abitanti.